# Tubal-Kaïn
Tubal-Kaïn (Hebreeuws: תובל קין) is een figuur uit Genesis, het eerste boek van de Bijbel. Hij wordt daar beschreven als een smid, de stamvader van allen die brons en ijzer bewerken. De Hebreeuwse tekst noemt hem een "hameraar van elk soort van scherp werktuig van koper en ijzer". Tubal-Kaïn was een nazaat van Kaïn, de eerste zoon van Adam en Eva. Zijn moeder heette Silla en zijn vader Lamech. Tubal-Kaïn had één zus, Naäma. Enkele auteurs op het betreffende vakgebied hebben de opvatting, dat de in de gnostische literatuur voorkomende figuur Norea ontleend moet zijn aan de joodse legendes over Naama, die genoemd wordt in Genesis 4.22.
Of Tubal-Kaïn en zijn nazaten slechts koper of ook brons (een legering van koper en tin) bewerkten is niet helemaal duidelijk. Het Hebreeuwse woord voor koper luidt "nechosheth", een woord dat zowel voor koper als voor brons wordt gebruikt. Gezien het feit dat de koper-, de brons- en de ijzertijd elkaar in de geschiedenis opvolgden, zou er gezegd kunnen worden dat de tekst met name aangeeft dat er met Tubal-Kaïn na de steentijd een nieuw tijdperk van metaalbewerking van start was gegaan.
In sommige Engelse Bijbelvertalingen wordt Tubal-Kaïn een werker in messing en ijzer genoemd, doordat nechosheth ten onrechte vertaald is met het woord brass, dus messing, een legering van koper en zink. Deze legering zou echter pas eeuwen later zijn intrede doen.
Hierbij dient men te bedenken dat legeringen een lager smeltpunt hebben dan de elementen in die legering. Het is een illusie dat in de oudheid de legeringen vanuit de zuivere elementen zijn samengesteld. Het is zeer moeilijk om hoge smelttemperaturen te verkrijgen en het metallurgisch inzicht moest nog worden ontwikkeld. Het ligt daarom technisch gezien voor de hand dat men in het begin van dit tijdperk de legeringen won die in de natuur beschikbaar waren. Die kwamen vrij bij relatief lage smelttemperaturen.

## Gebruik van de naam
- Het Gezelschap Tubalkaïn, een studievereniging voor metaalkundestudenten aan de Technische Universiteit Delft, werd bij zijn oprichting in 1952 naar deze Bijbelse figuur vernoemd.
- Binnen de rituelen van de vrijmetselarij komt de persoon Tubal-Kaïn voor als eerste bewerker der metalen. Als symbool voor Tubal-Kaïn gebruikt men twee kogels met een stok, two ball cane, een woordspeling op de naam.
- Opgeschreven ziet two ball cane er zo uit: 007, naar men zegt een verwijzing naar James Bond.

## Voetnoten
1. ↑  Genesis 4:22, Nieuwe Bijbelvertaling
2. ↑  Toebal-Kaïn, Robert Forbes, Metalen (verenigingsblad van de Bond voor Materialenkennis), jaargang 11, nr. 5, 15 maart 1956
3. ↑  De stamboom (over de mannelijke lijn) van Kaïn tot Tubal-Kaïn staat beschreven van Genesis 4:7-22
4. ↑   (en) Pearson, B.A. The Figure of Norea in Gnostic Literature